# Casa en Mosfilmovskaya
La Casa en Mosfilmovskaya (Ruso:Дом на Мосфильмовской) es un rascacielos en el barrio de Mosfilmovskaya, Moscú. Está ubicado en la calle Mosfilmovskaya y se trata de una torre residencial compuesta por dos edificios, uno de 213 metros y 54 plantas y el otro de 131 metros y 34 plantas.
Actualmente (26/08/2012) es el segundo edificio residencial más alto de Rusia, por detrás del Palacio del Triunfo.

## Diseño
El complejo residencial ocupa una superficie de 195.000 metros cuadrados e incluye un centro comercial y un edificio de 11 plantas de oficinas.
La torre de 213 metros se distingue por la forma peculiar de su fachada realizada en hormigón armado y con colores claros de piedra natural. 